# 永和街道 (哈尔滨市)
永和街道，是中华人民共和国黑龙江省哈尔滨市双城区下辖的一个街道办事处。
2015年3月撤销双城镇，分设承旭、承恩、永治、永和4个街道。

## 行政区划
永和街道下辖以下地区：
建功村、建城村、光明村、金星村和友联村。

## 交通
哈大客运专线：双城北站